# Smírčí kříž v Topolanech
Smírčí kříž v Topolanech je umístěn na konci obce u silnice III/5709 (Bílkova ulice) u domu čp. 9 v Topolanech v Olomouci. Je chráněn jako kulturní památka České republiky.

## Popis
Smírčí kříž, který je datován do období v rozsahu 16. až 17. století, je hrubě otesaný monolitický zrnitý pískovcový kámen vysoký v rozmezí 0,8–0,87 m, rozpětí ramen je v rozmezí 0,45–0,46 m a tloušťka 0,20 m. Krátká a široká ramena pravoúhle zakončena se směrem ven rozšiřují, stejně tak se k zemi rozšiřuje i svislé břevno. Na přední straně je zahloubený obrys sekery, zadní část je hladká.

## Pověst
Umístění smírčího kříže se váže k místu a událostí spojené se zabitím důstojníka žárlivým sedlákem. V obměnách se uvádí žárlivý mládenec a obětí mohl být švédský důstojník v době třicetileté války, který sedlákovi chodil za ženou. Vražednou zbraní měla být tesařské sekera, která je vyryta na smírčím kříži.
Další informace udává, že v místě kříže jsou pochování vojáci, kteří padli v bitvách v okolí Olomouce.